# Émirats des Émirats arabes unis
Les Émirats arabes unis comportent sept émirats (arabe : إمارات ʾimārāt ; singulier : إمارة ʾimārah), qui sont tous membres fondateurs de l’Union, à l’exception de Ras el Khaïmah qui a rejoint l’Union deux mois après sa création.

## Liste des émirats
| Carte | Drapeau | Nom             | Nom arabe                  | Date d’adhésion  | Capitale       | Surface (km2) |
| ----- | ------- | --------------- | -------------------------- | ---------------- | -------------- | ------------- |
|       |         | Abou Dabi       | أبو ظبي ʾAbū dhabī         | 02 décembre 1971 | Abou Dabi      | 67,340        |
|       |         | Ajman           | عجمان ʿAjmān               | 02 décembre 1971 | Ajman          | 259           |
|       |         | Dubaï           | دبي Dubai                  | 02 décembre 1971 | Dubaï          | 4,114         |
|       |         | Fujaïrah        | الفجيرة Al-Fujayrah        | 02 décembre 1971 | Fujaïrah       | 1,450         |
|       |         | Ras el Khaïmah  | رأس الخيمة Raʾs al-khaimah | 10 février 1972  | Ras el Khaïmah | 1,684         |
|       |         | Charjah         | الشارقة Aš-Šāriqah         | 02 décembre 1971 | Charjah        | 2,590         |
|       |         | Oumm al Qaïwaïn | أم القيوين ʾUmm Al-Qaywayn | 02 décembre 1971 | Omm al Qaïwaïn | 720           |